# Burrill Crohn
Burrill Bernard Crohn (* 13. Juni 1884 in New York City; † 29. Juli 1983 in Connecticut) war ein amerikanischer Arzt und der Namengeber des Morbus Crohn.
Crohn war Enkel jüdischer Einwanderer, die nach der Revolution von 1848 aus Deutschland in die USA einwanderten.  Sein Vater war Petroleumhändler; Crohn hatte elf Geschwister. Seine Erziehung war streng und geprägt von einem sehr orthodoxen Leben. Erst das Medizinstudium an der Columbia University ermöglichte es ihm, aus den Traditionen auszubrechen. 1907 wurde er zum Doktor der Medizin promoviert.
Eine erste Stelle als Assistenzarzt erhielt er am Mount Sinai Hospital in New York City. Vier Jahre später ließ er sich als praktischer Arzt nieder, arbeitete aber parallel stets wissenschaftlich am Mt. Sinai Hospital weiter. Seine Forschungen führten ihn in das Gebiet der Gastroenterologie, das damals allenfalls von der chirurgischen Seite her Anerkennung hatte. Seine Untersuchungen waren kontrovers, denn sie ergaben, dass die chirurgischen Eingriffe bei Zwölffingerdarmgeschwüren die Beschwerden oft nicht linderten. Eher zufällig konnte er diese Ergebnisse 1916 auf einem Kongress in Atlantic City vorstellen und avancierte schnell zum anerkannten Spezialisten auf diesem Gebiet. Crohn beschrieb 1925 erstmals einen Fall, bei dem eine Colitis ulcerosa zum Krebs entartete. 
Über die Gewebeuntersuchungen nach Operationen entzündlicher Darmerkrankungen entdeckte Crohn zusammen mit seinen Kollegen Leon Ginzburg und Gordon Oppenheimer die entzündliche Darmkrankheit, die heute seinen Namen trägt. Bei 14 Patienten, die alle am Mount Sinai Hospital in New York operiert worden waren, wurden erstmals ausführlich neben den klinischen Erscheinungen auch die pathologischen Ergebnisse dargestellt. Diese Erstveröffentlichung trug den Titel Regional ileitis: a pathological and clinical entity. Allerdings wurde vorher bereits mehrfach an einzelnen Fällen das klinische Bild des Morbus Crohn dargestellt.
Mit 91 Jahren beendete Burrill B. Crohn, der bis dahin längst Weltruhm erlangt hatte, seine Tätigkeit als praktischer Arzt.